# アリストロキア酸

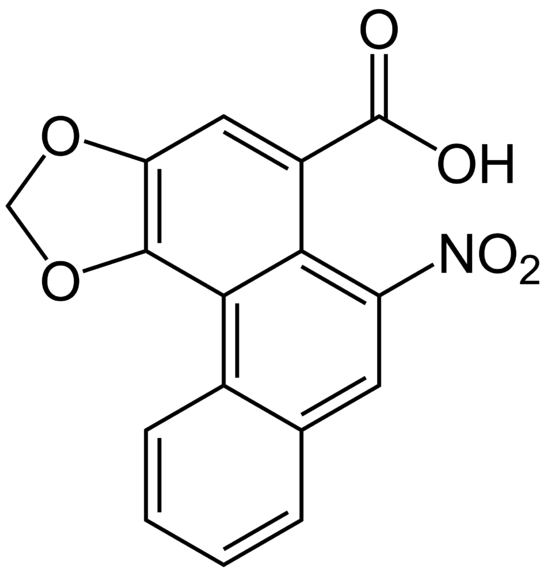
アリストロキア酸IIの構造

アリストロキア酸 (Aristolochic acid) は、ウマノスズクサ属 Aristolochia およびカンアオイ属 Asarum の植物などに含まれる、フェナントレン骨格を持つ芳香族カルボン酸。
アリストロキア酸 I (8-methoxy-6-nitro-phenanthro-(3,4-d)-1,3-dioxolo-5-carboxylic acid) と、アリストロキア酸 II (6-nitro-phenanthro-(3,4-d)-1,3-dioxolo-5-carboxylic acid) の 2 種類 が知られている。II 体は I 体のメトキシ基を水素原子に置換した構造をもつ。

## 毒性
アリストロキア酸には腎毒性があることが確認されている。また、国際がん研究機関は Group 2A （ヒトに対しておそらく発がん性がある）に分類している。また、バルカン腎症の原因物質である。
ウマノスズクサ属の植物は生薬として用いられたり、あるいは他の生薬や作物に混入したり、別の漢方薬と混同され販売されたと推測される事例がみられ、含有されるアリストロキア酸に由来する腎機能障害が報告されている。